# Namegata

Namegata (行方市 Namegata-shi?) este un municipiu din Japonia, prefectura Ibaraki.